# Список футбольних термінів
Нижче наведений список термінів, які використовують у футболі. Список містить як офіційну термінологію, так і сленг. В кінці подано список застарілих термінів.

## А
- Автобус — оборонна тактика, коли команда в повному складі націлена винятково на оборону й не проводить контратак.
- Автогол — м'яч, забитий футболістом у свої ворота.
- Антифутбол — навмисно різка, нечесна гра.
- Арбітр — футбольний суддя.
- Аритмія — зміна темпу гри. Аритмія може бути наслідком фізичної втоми гравців або запланованою частиною ігрової концепції.
- Атака — просування до воріт супротивника.
- Аут (від англ. out, вихід) — вихід м'яча за бокову лінію.
- Аутсайд — фланговий, крайній нападник, що грає на правому або лівому фланзі.
- Аутсайдер — команда, що знаходиться у кінці турнірної таблиці.
- Асист — гольова передача, після якої інший гравець команди забиває гол.

## Б
- Банка — лавка запасних; гол.
- Бек (від англ. back) — те ж, що й захисник.
- Бомбардир —нападник, або той що забиває багато голів.
- Брудна гра — будь-які, без винятку, грубі нечесні дії футболістів на полі (симуляція ушкодження, перешкоджання виконанню вільних ударів, навмисна затримка часу, вираження (словом або жестом) невдоволення з приводу рішення судді, гучні викрики на полі, оклик суперника для введення в оману тощо).

## В
- Вболівальник — любитель футболу, прихильник якої-небудь команди. В Італії — тифозі, в Югославії — новіячі, у Польщі — кібікі, в Іспанії та Аргентині — інчос, у Чилі — афісіонадос, в Уругваї — торсидорес.
- Відбір м'яча — одна з найголовніших задач гравців захисних ліній; вміння зривати атаку супротивника.
- Вільний удар — непрямий штрафний удар. Гол після виконання даного штрафного удару зараховується тільки у тому випадку, якщо хоча б один з гравців будь-якої команди доторкнувся до м'яча під час його шляху до воріт. Якщо м'яч влетів у ворота, а суддя не зафіксував цього дотику, призначається кутовий удар.
- Вінгер (від англ. wing, крило) — крайній атакувальний півзахисник
- Віце-чемпіон — команда, що зайняла у розіграші першості друге місце, футболісти якої нагороджуються срібними медалями.
- Вилучення — виключення з учасників матчу за
  - дві жовті картки в одному матчі
  - за особливо грубе порушення без попередньо показаних жовтих карток: При вилученні учаснику матчу показують червону картку і він зобов'язаний покинути поле. Суддя має право вилучати не тільки польових, але й запасних гравців, а також тренерів команд.
- Ворота (футбольні) — конструкція з двох штанг та поперечини на краю поля, куди гравці намагаються забити м'яч. Розмір — 7,32 метра (24 фута) на 2,44 метра (8 футів).
- Зона воріт або воротарський майданчик — зона всередині штрафного майданчику, в якій заборонена будь-яка боротьба із воротарем. З неї проводиться удар від воріт.
- Воротар — гравець, що захищає ворота.

## Г
- Гандикап — змагання, в якому одна з команд заздалегідь отримує деяку перевагу (фору). У футболі це виражається у рахунку, числі забитих м'ячів у ворота сильнішої команди, для вирівняння сил суперників. Фора визначається заздалегідь та може бути оголошена до або після гри.
- Гекса-трик — шість м'ячів, забитих гравцем в одному матчі.
- Гірчичник — жовта картка (жаргон).
- Глор — футбольний вболівальник, який підтримує ту команду, яка показує найкращі результати. Якщо команда втрачає перевагу, може почати підтримувати інший клуб.
- Гол (від англ. goal, ціль) — взяття воріт супротивника, для якого необхідно, щоби м'яч повністю перетнув лінію воріт.
- Гол з роздягальні — гол на першій хвилині другого тайму.
- Гол у роздягальню — гол на останній хвилині першого тайму.
- Гол престижу — гол команди, що програє при розгромному рахунку.
- Голкіпер (від англ. Goalkeeper) — воротар.
- Гольовий момент — момент у грі, коли атака з великою ймовірностю може завершитися голом.
- Гольова ситуація — перспективна атака, в якій може виникнути гольовий момент.
- Гольова передача  — пас гравцю, безпосередньо після якого був забитий гол.
- Група смерті — група в турнірі, яка складається з приблизно однакових по високій майстерності команд.
- Горище — верхня частина турнірної таблиці.

## Д
- Дванадцятий гравець — вболівальники, що віддано підтримують свою команду.
- Дев'ятка — сленгова назва верхньої зони воріт, розташованої справа та зліва від рук воротаря у безпосередній близькості від поперечини. Назва походить від тренувальної вправи, в якій у випадку потрапляння гравцем у вказані зони йому нараховується по 9 очок.
- Дербі — поєдинок між командами з одного міста чи одного регіону, зазвичай вирізняється особливою запеклістю й принциповістю.
- Джокер — гравець, що виходить на заміну й здатний кардинально змінити хід гри.
- Дивізіон — сукупність команд, складена за спортивним принципом. Іноді при його формуванні враховують також і географічне положення учасників. При проведенні чемпіонату команди дивізіону зустрічаються тільки між собою. Близькі поняття — ліга, серія.
- Дискваліфікація — позбавлення футболіста або команди права брати участь у іграх за порушення правил, регламенту змагань або недостойну поведінку.
- Додатковий час — час, що додається до матчу окрім основного та компенсованого, т. з. екстра-тайм. Призначається зазвичай з метою виявлення переможця у матчі або за сумою двох матчів. Додатковий час складається з двох таймів по 15 хв кожний. Крім того, до обох таймів може додаватися компенсований час.
- Допінг — збуджувальні засоби, наркотики, які знімають тимчасово втому та дозволяють проявити максимальну енергію, заборонені для використання у спортивних змаганнях.
- Дриблінг — рухи гравця, що веде м'яч, з обводкою гравців команди суперника
- Другий поверх (сленг) — гра головою.
- Дубль
  - виграш певною командою першості та кубка країни в одному сезоні
  - два голи, забитих гравцем упродовж матчу
  - резервна команда
- Дубль-ве — тактична схема розташування гравців на полі: 1+3+2+5.

## Е
- Екс-чемпіон — колишній переможець якої-небудь першості, чемпіон минулих років.
- Емблема — умовне або символічне зображення якої-небудь ідеї, яке вказує на приналежність до якого-небудь клубу, спільноти. Кожний футбольний клуб має емблему схожу на герб.

## Ж
- Жеребкування — визначення порядку виступу футбольних команд у чемпіонаті або турнірі, а також вибір сторони поля або першого удару перед матчем.

## З
- Забігання — технічний прийом, при якому гравець без м'яча пробігає повз гравця із м'ячем та може отримати від нього короткий пас.
- Захисник — гравець лінії оборони.
- Золотий гол — гол, забитий в додатковий час, після якого гра закінчується перемогою команди, що його забила.
- Золотий м'яч — щорічна нагорода, яка вручається найкращому футболістові світу.

## І
- Інсайд — дещо витіснений назад гравець лінії атаки, розташований між лінією нападу та лінією півзахисту; «внутрішній» або «напівсередній» нападник у англійській термінології.

## К
- Капітан — лідер команди, носить пов'язку, яка відрізняє його від інших гравців.
- Каре — чотири голи, забитих гравцем упродовж матчу (покер —  більш вживаний термін).
- Катеначо (від іт. catenaccio) — тактична схема з акцентом на обороні та тактичних фолах.
- Кваліфікаційний раунд — відбірний тур
- Кіпер — воротар.
- Коло
  - раунд, фаза групового турніру або чемпіонату, упродовж якого команда зустрічається зі всіма своїми супротивниками один раз.
  - лінія (окружність), що знаходиться в 9,15 метрах від центральної точки футбольного поля.
- Компенсований час матчу — час, який додає суддя до основного, з метою компенсації різних затримок, викликаних травмами гравців, замінами тощо
- Контратака — негайний перехід в атаку після відбитої атаки супротивника.
- Корнер (від англ. corner) — кутовий удар.
- Коуч (від англ. coach) — головний тренер.
- Крайній захисник — гравець лінії оборони, що виступає по краю поля, вздовж бокової сторони (праві та ліві крайні захисники), протидіє крайньому нападнику супротивника.
- Кубок — турнір, який або повністю проводиться за олімпійською системою, або вирішальні матчі якого проводяться за нею. Наприклад, Ліга чемпіонів, Кубок УЄФА, Кубок володарів кубків, Кубок світу, Кубки окремих країн, також символічний головний приз, яким нагороджується переможець змагання.
- Кутовий удар — удар, що виконується від кутового прапорця. Призначається, коли м'яч виходить за лінію поля за воротами від гравця команди, що обороняється.

## Л
- Латераль (від іт. laterale — боковий) — крайній захисник, активно підтримуючий атаку або взагалі закриваючий усю бровку.
- Лайнсмен — суддя на лінії, боковий суддя, помічник судді.
- Легіонер — гравець клубу, що не має громадянства країни, у національному чемпіонаті якої він бере участь.
- Ліберо — в італійському футболі вільний захисник, гравець, що підстраховує у захисті інших гравців.
- Ліга — те саме, що й дивізіон, серія.

## М
- Матч — змагання двох футбольних команд упродовж відведеного футбольними правилами та суддею часу. Матч складається з двох таймів.
- «Мертвий м'яч» — невідворотній удар, який вкрай рідко вдається парирувати (особливо, якщо м'яч летить з високою швидкістю у верхній кут воріт, де зустрічаються штанга та поперечина).
- Міжсезоння — проміжок часу між чемпіонатами.
- Мундіаль (від іспанського — світовий) — чемпіонат світу.
- М'яч — спортивне знаряддя для гри у футбол.

## Н
- Набігання — технічний прийом, при якому гравець, який не володіє м'ячем, рухається у зону отримання навісу.
- Навіс — від навісна передача — пас з повітря.
- Нав'язати свою гру — тактичні засоби наступу та оборони, які, будучи успішно виконані, приносять перемогу.
- Накладка — один з термінів, що означає небезпечну гру.
- Нападник — гравець лінії атаки.
- Неочікуваний удар — вміння майстерно приховати від суперника підготовку удару по воротах (зазвичай наноситься не уповільнюючи хід, не зупиняючись, коротким ударом ноги).
- Нічия — результат матчу, при якому не виявлений переможець.
- Ножиці — технічний прийом, при якому футболіст б'є по м'ячу, коли обидві ноги схрещуються у повітрі.

## О
- Оборона (Захист) — ліквідація або недопущення небезпеки своїх воріт командними силами.
- Обрізка — невдалий пас, який перехопив суперник.
- Овертайм — те саме, що додатковий час.
- Одноногий гравець — футболіст, у якого добре розвинена одна робоча нога, але погано розвинена інша.
- Оперативний простір — зона футбольного поля, вільна від футболістів, в яку внаслідок грамотних техніко-тактичних дій атакувальної команди вривається гравець із м'ячем або доправляється м'яч на атакувального футболіста.
- Опіка — стиль гри, при якому захисник намагається якомога ближче грати до гравця суперника, з метою перехоплення передач, призначених останньому.
- Оренда — перехід гравця з одного клубу до іншого на обумовлений клубами термін.
- Основний час — номінальний проміжок часу: для тайму — 45 хв, для матчу — 90 хв. Тайм і матч завжди (за винятком надзвичайних обставин) тривають не менше вказаних проміжків.
- Офсайд — положення «поза грою». Офсайд фіксується, якщо в момент передачі м'яча гравцю, який знаходиться на «чужій» половині поля, між цим гравцем і лінією воріт команди суперника перебуває менше двох гравців «чужої» команди. (Але не фіксується, якщо в момент передачі м'яч знаходиться до лінії воріт ближче, ніж гравець, який приймає передачу.)
- Очікувані голи (xG, від англ. expected goals) —  метрика продуктивності, яка відображає ймовірність того, що гольова можливість завершиться голом.

## П
- Парашутик — так іноді називають спосіб перекидання м'яча через гравців іншої команди (переважно через воротарів), коли м'яч летить дуже високо, але не дуже далеко (перекинув парашутиком).
- Пас — передача м'яча від одного гравця команди іншому гравцю своєї команди.
- Пенальті (від англ. penalty) — 11-метровий штрафний удар.
  - післяматчеві пенальті — серія 11-метрових штрафних ударів, що призначається в кубкових матчах для остаточного визначення переможця.
- Пента-трик — п'ять голів, забитих гравцем упродовж матчу.
- Передача — пас
- Перерва — проміжок часу між таймами матчу.
- Перехоплення — переривання точного пасу гравцем протилежної команди.
- Персональна опіка — принцип захисту, згідно з яким кожний грвець прикріплюється до певного, «персонального» супротивника. Він слідкує за його діями упродовж усієї зустрічі, завдання — не дати своєму підопічному оволодіти м'ячем, перервати атаку на самому початку. Але існує ризик того, що супротивник нав'яже свою гру.
- Півзахисник — гравець середньої лінії.
- Підвал — нижня частина турнірної таблиці.
- Підкат — спосіб відбору м'яча, при якому гравець, що захищається, під час падіння, підкочуючись, вибиває м'яч у нападника.
- Плеймейкер (від англ. playmaker) — розпасувальник; гравець, через якого найчастіше йдуть атаки; гравець, який робить гру (як правило, атакувальний півзахисник).
- Позиційна атака — атака воріт з довгим розіграшем комбінацій на половині поля суперника.
- Покер — чотири м'ячі, забитих гравцем упродовж матчу.
- Поле — місце, де проходить гра. Від 100 до 110 м у довжину, від 64 до 75 м у ширину.
- Попередження
  - усне зауваження судді гравцю, який порушив правила
  - жовта картка
- Поперечина — верхня штанга воріт.
- Пресинг — тактика колективного відбору м'яча, створення перешкод для початку атаки.

## Р
- Рефері — футбольний суддя (головний суддя, суддя в полі)
- Роза — фанатський шарф.
- Розбір гри — обговорення того, як пройшла зустріч із супротивником, аналіз успіхів та недоліків останньої гри.
- Рука Бога — скандальний гол Дієго Марадони, який він забив рукою у ворота збірної Англії на чемпіонаті світу 1986 року. Арбітр зарахував гол, вважаючи, що він був забитий головою.

## С
- Свіпер — вільний захисник.
- Сезон — період, в який входять усі матчі, що входять у національний чемпіонат, міжнародні матчі, кубок країни. Сезон зазвичай поділяється на дві частини (круг).
- Сейв — (від англ. save, рятувати) відбиття воротарем небезпечного удару.
- Серія — те ж, що і дивізіон, ліга.
- Симуляція — це імітація падіння чи травми з метою зароблення штрафного удару для команди. Симуляція у штрафному майданчику суперника карається жовтою карткою.
- Стадіон — спортивна споруда, місце проведення матчу.
- Стадія — фаза турніру або чемпіонату.
- Стандарт — одне з стандартних положень у грі — кутовий, штрафний або вільний удар.
- Стандартні положення — моменти, коли зупинена суддею гра відновлюється виконанням вільного, штрафного або кутового ударів, або вкиданням м'яча з-за бокової лінії.
- Стінка
  - захисне шикування гравців, для зменшення площі обстрілу воріт
  - технічний прийом, коли один гравець віддає пас іншому та отримує від нього м'яч в іншій точці
- Стикові матчі — матчі між збірними, що зайняли другі місця у групових змаганнях, за вихід у фінальну стадію Чемпіонату Світу з футболу.
- Стоппер — опорний захисник.
- Страйкер (від англ. strike, бити) — яскраво виражений нападник, центральний форвард.
- Суха гра — матч, у якому команда чи голкіпер не пропустили жодного гола.
- Схрещування — технічний прийом, коли гравець з м'ячем біжить назустріч партнеру та в момент зближення залишає йому м'яч або удає, що віддає пас, а сам продовжує рух із м'ячем.

## Т
- Тайм — одна з двох частин футбольного матчу. Тайм триває 45 хвилин плюс компенсований час, який додає суддя.
- Тактична схема (або тактична система) — певна розстановка футболістів і їхня поведінка під час гри задля виконання завдань, установлених тренером. Завдяки стартовій позиції певного гравця можна визначити його головні завдання у матчі.
- Темп гри — швидкість ведення зустрічі.
- Технічна поразка  — поразка команди, призначена уповноваженим органом за порушення командою правил проведення матчу, регламенту турніру, неявку команди на гру й тд.
- тікі-така — футбольний стиль гри з використанням короткого пасу.
- Товариський матч — матч, який не має турнірного значення. Зазвичай такі зустрічі відбуваються у міжсезоння. Інколи в них допускаються додаткові умови, наприклад необмежена кількість замін, відсутність попереджень тощо.
- Точка — відмітка в штрафній для пробиття 11-метрового штрафного удару.
- Трансферне вікно — період часу, коли можливі переходи гравців з одного клубу до іншого.
- Трансфер — перехід гравця за гроші з одного клубу до іншого.

## У
- Удар щічкою — удар, виконаний внутрішньою стороною стопи. Здебільшого виконується на техніку.
- Удар підйомом — удар, виконаний центром бутси.
- Універсальний гравець — футболіст, який вміє достатньо добре грати у різних амплуа на різних ділянках поля.

## Ф
- Фаворит — команда, у якої більше шансів на перемогу.
- Фінал — заключна зустріч команд у кубкових змаганнях. Іноді фіналом називають матчі, що проводяться після попередніх ігор (Фінал світової першості або Олімпійських ігор).
- Фінт — обманний рух, обманний прийом, виконаний футболістом.
- ФІФА — федерація національних та континентальних футбольних асоціацій, міжнародний керівний орган футболу і найбільша спортивна організація світу.
- Фланг — крайні праві або ліві гравці ліній нападу та захисту.
- Фол (від англ. foul) — порушення правил.
- Фол останньої надії — порушення правил на гравці, що має очевидну можливість забити гол. Карається червоною карткою й видаленням порушника з поля.
- Форвард (від англ. forward) — нападник.
- Фристайл — виконання різноманітних трюків з м'ячем за допомогою різних частин тіла.

## Х
- Хет-трик — три м'ячі, забиті одним футболістом.
- Хавбек (від англ. Half-back) — півзахисник.
- Хрестовина місце перетину верхньої і бокової штанги.

## Ц
- Центральне коло — частина розмітки футбольного поля радіусом 9 м з центра поля, призначається для того, щоби не допустити наближення до м'яча футболістів команди, яка не проводить перший удар.

## Ч
- Чемпіон — спортсмен або команда, які перемогли у будь-яких змаганнях на першість; кожний футболіст команди-переможниці.
- Чемпіонат — змагання, що проводиться із використанням колової системи. Характерною ознакою чемпіонату можна вважати наявність не менше однієї гри з кожною командою свого дивізіону. Як правило, чемпіонат складається з декількох кіл.

## Ш
- Штанга — бокова стійка воріт.
- Штрафний майданчик — ділянка перед воротами, у межах якої воротарю дозволено грати руками. Будь-яке порушення правил гравцями у штрафному майданчику своїх воріт карається призначенням пенальті.
- Штрафний удар —  покарання, яке призначається за навмисне торкання м'яча рукою та за застосування грубих прийомів.
- Штучний офсайд — офсайд, створений захисниками свідомо.

## Ю
- Юніор — футболіст у віці до 18,5 років.

## Застарілі форми
У 1920-30-х рр. в Галичині використовували трохи іншу термінологію, засновану переважно на перекладі термінів українською мовою (з деякими винятками).
- відсторона — офсайд
- воковер — неявка
- дефензива — захист
- грач — гравець
- грище — футбольне поле
- дружина — команда
- займак — штрафний удар
- змагун — гравець
- карний мет — пенальті
- копун — футболіст
- наріжняк — кутовий удар
- офензива — напад
- реміс — нічия